# Thilo Bode (Journalist)

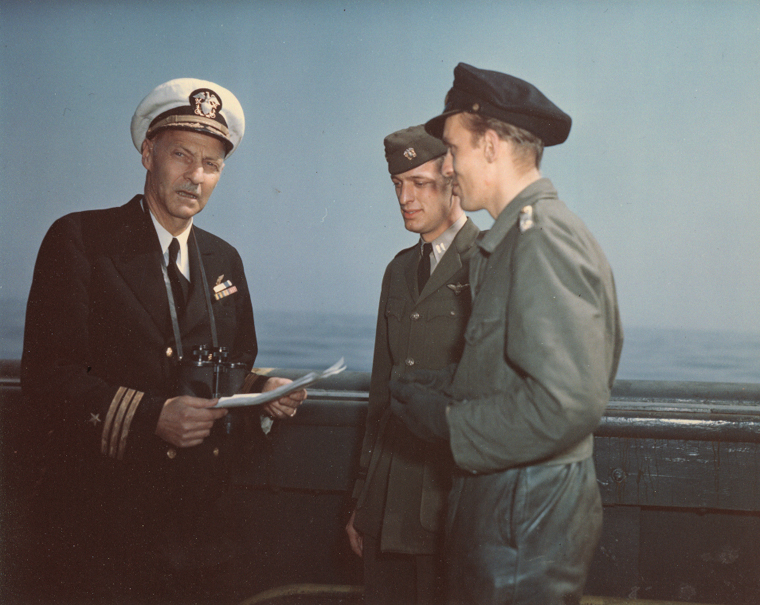
Formelle Kapitulation von Kapitänleutnant Bode, rechts im Bild (1945)

Thilo Bode (* 19. Februar 1918 in Bochum; † 3. Januar 2014 in München) war ein deutscher Journalist, der insbesondere als langjähriger Auslandskorrespondent der Süddeutschen Zeitung in den 1960er- und 1970er-Jahren bekannt wurde.

## Leben
Thilo Bode trat 1936 in die Kriegsmarine ein. Er gehörte somit zur Crew 36, dem Offiziersanwärterjahrgang dieses Jahres. Von Juli 1940 bis März 1942 fuhr er als Divisionsoffizier auf dem Zerstörer Theodor Riedel. Im Anschluss daran absolvierte er seine U-Bootsausbildung und diente bis März 1943 als Wachoffizier auf U 505. In dieser Position nahm Thilo Bode an einer Feindfahrt teil, die das Boot bis in die Karibik und die Gewässer um Trinidad führte. Am 1. April 1943 wurde er zum Kapitänleutnant befördert und diente nochmals von Mai bis August 1943 als Erster Wachoffizier auf U 505, dem es innerhalb dieser Zeit in Folge mehrfacher Schäden nicht gelang, zu einer geplanten – fünften – Unternehmung auszulaufen. Am 30. August übernahm Thilo Bode das Kommando auf U 858. Mit diesem U-Boot vom Typ IX machte Thilo Bode zwei Unternehmungen: Vom 12. Juni bis zum 4. Oktober 1944, eine Fahrt zur Wetterbeobachtung im Nordatlantik und ab dem 2. Februar 1945 eine Feindfahrt an der nordamerikanischen Ostküste. Während seiner Zeit als U-Bootkommandant versenkte Thilo Bode keine Schiffe. Kapitänleutnant Bode ergab sich mit seiner Mannschaft am 14. Mai 1945 vor der Küste von Delaware; eine Woche nach der bedingungslosen Kapitulation der Wehrmacht.
Nach Kriegsende führte ein Volontariat bei der Schwäbischen Zeitung zu journalistischer Tätigkeit für die Stuttgarter Wirtschaftszeitung und die Frankfurter Allgemeine Zeitung. 1952 trat er in den Auswärtigen Dienst ein und arbeitete als Presseattaché an der deutschen Botschaft in Delhi. Danach wechselte er zurück zum Journalismus und war lange Jahre Asienkorrespondent mit Standort in Delhi und später Singapur, zunächst für Die Welt und ab 1959 für die Süddeutsche Zeitung. Ab 1972 berichtete er für die Süddeutsche Zeitung aus London.
Seinen Ruhestand verlebte Bode in München. Der frühere Geschäftsführer von Foodwatch und von Greenpeace, der 1947 in Eching am Ammersee geborene Thilo Bode ist sein Sohn.